# Gateway National Recreation Area
La Gateway National Recreation Area è un insieme di parchi pubblici ed altre aree di interesse naturalistico, ricreativo e storico situata a New York e nel New Jersey (Contea di Monmouth).
Con un'estensione di 10.767 ettari, offre opportunità ricreative in vari campi, tra cui il nuoto, la nautica da diporto, il jogging, il birdwatching ed il campeggio. Circa dieci milioni di persone visitano quest'area ogni anno.
Fu creata dal Congresso nel 1972 per preservare e proteggere risorse di interesse naturalistico, culturale e ricreativo di facile accesso ad un'alta percentuale della popolazione nazionale. È gestita dal National Park Service.
L'area è costituita da tre parti:
- Jamaica Bay Unit, nella Jamaica Bay dei distretti di Brooklyn e del Queens. Costeggia a nord l'aeroporto John Fitzgerald Kennedy ed ha come principale attrazione il "Jamaica Bay Wildlife Refuge", una riserva naturalistica in cui si possono osservare molte specie di uccelli, tartarughe, crostacei e altra fauna acquatica. È costituita in gran parte da acqua salmastra e comprende una dozzina di piccole isole.
- Staten Island Unit, situata nella parte sud est di Staten Island. Vi si trova Fort Wadsworth, una fortificazione non più in uso nelle vicinanze del ponte di Verrazzano. Nel "Miller Field", un piccolo aeroporto abbandonato, sono disponibili aree per picnic e molti impianti sportivi. Il "Great Kills Park" è un parco che comprende un porto per piccole imbarcazioni, una spiaggia e percorsi naturalistici.
- Sandy Hook Unit, nella Contea di Monmouth del New Jersey. Si trova su Sandy Hook, un banco di sabbia lungo 9,7 km, e comprende Fort Hancock, una fortificazione attiva fino al 1974 con molti edifici storici e sette spiagge frequentate nei mesi estivi.